# Stelis pulchra
Stelis pulchra är en biart som beskrevs av Crawford 1902. Stelis pulchra ingår i släktet pansarbin, och familjen buksamlarbin. Inga underarter finns listade i Catalogue of Life.